# Jim Hunter
 (août 2025).
Si vous disposez d'ouvrages ou d'articles de référence ou si vous connaissez des sites web de qualité traitant du thème abordé ici, merci de compléter l'article en donnant les références utiles à sa vérifiabilité et en les liant à la section « Notes et références ».
Jim Hunter, né le 30 mai 1953 à Shaunavon, est un ancien skieur alpin canadien originaire de Calgary.
Il était un spécialiste de la descente et du combiné.

## Palmarès

### Jeux olympiques d'hiver
| Épreuve / Édition | Descente | Slalom géant | Slalom |
| JO 1972 Sapporo   | 20e      | 11e          | 19e    |
| JO 1976 Innsbruck | 10e      | 22e          | 23e    |

### Championnats du monde
| Épreuve / Édition          | Descente | Slalom géant | Slalom | Combiné |
| JO 1972 Sapporo            | 20e      | 11e          | 19e    | Bronze  |
| Mondiaux 1974 Saint-Moritz | —        | 30e          | —      | —       |
| JO 1976 Innsbruck          | 10e      | 22e          | 23e    | 8e      |

### Coupe du monde
- Meilleur résultat au classement général : 13e en 1976

#### Saison par saison
- Coupe du monde 1971 :
  - Classement général : 50e
- Coupe du monde 1972 :
  - Classement général : 46e
- Coupe du monde 1973 :
  - Classement général : 39e
- Coupe du monde 1974 :
  - Classement général : 21e
- Coupe du monde 1975 :
  - Classement général : 33e
- Coupe du monde 1976 :
  - Classement général : 12e

### Arlberg-Kandahar
- Meilleur résultat : 5e place dans les combinés 1975 à Megève/Chamonix et 1976 à Wengen/Garmisch